# Raya
Raya là một thị xã và là một nagar panchayat của quận Mathura thuộc bang Uttar Pradesh, Ấn Độ.

## Địa lý
Raya có vị trí 27°34′B 77°47′Đ / 27,57°B 77,78°Đ Nó có độ cao trung bình là 175 mét (574 feet).

## Nhân khẩu
Theo điều tra dân số năm 2001 của Ấn Độ, Raya có dân số 17.990 người. Phái nam chiếm 53% tổng số dân và phái nữ chiếm 47%. Raya có tỷ lệ 54% biết đọc biết viết, thấp hơn tỷ lệ trung bình toàn quốc là 59,5%: tỷ lệ cho phái nam là 61%, và tỷ lệ cho phái nữ là 47%. Tại Raya, 17% dân số nhỏ hơn 6 tuổi.